# Procesamiento espacial
El procesamiento espacial es el grupo de subprocesos que regulan la organización de diversas conductas encaminadas al reconocimiento y orientación del organismo en el espacio.
La habilidad para orientar y dirigir el movimiento en el espacio es esencial para el desarrollo de las funciones primarias de todas las especies animales, excepto las más sencillas. No obstante, la aparición de la capacidad de organización y manipulación mental de los espacios, unidos al desarrollo de procesos perceptivos complejos, así como de la memoria y la imaginación, permitió a los animales el desplazamiento y cambio de territorios.

## Dificultades de Investigación
El marco conceptual del estudio del lenguaje es bastante útil para comprender los mecanismos cerebrales subyacentes a este proceso. En contraste, la ausencia de una gramática y una sintaxis diferenciada del procesamiento espacial, significa que los subprocesos involucrados en el comportamiento espacial son difíciles de demostrar. Un ejemplo es el estudio de la deficiencia en el procesamiento espacial, que está plagado por el problema potencial de confundirse con otros deterioros. 
Otros problemas que complican su estudio, es que al parecer el hemisferio derecho está más especializado para el procesamiento espacial mientras que el hemisferio izquierdo lo está para el procesamiento del lenguaje. Esto puede, al menos en parte tener que ver con la heterogeneidad de muchos procesos que en ocasiones equivocadamente se agrupan en el constructo unificador del procesamiento espacial. 

## Tipos de Procesamiento espacial
Es posible categorizar tres tipos de procesamiento espacial, en lo que diversos mecanismos subyacen cada uno.
- Espacio Corporal
- Espacio Egocéntrico
- Espacio Alocéntrico

### Espacio Corporal
Hace referencia a las percepciones y ejecuciones relacionadas con la estructura corporal y la disposición de sus elementos en el propio organismo. Para ello el sistema nervioso se retroalimenta de los mensajes que le envía el cuerpo a través de las vías táctiles, proprioceptivas y cenestésicas. Existen dos formas de procesar la organización espacial del cuerpo, estas son la percepción táctil o pasiva y la tactual o activa. Sin embargo, esta distinción en ocasiones no es muy práctica y suele reunirse en conjunto estas dos formas como percepción háptica.
- Percepción Táctil

Es posible que la identificación más elemental de la ubicación espacial es la ubicación de un estímulo que actúa sobre la superficie corporal. El área relativa de la corteza somatosensorial dedicada a diversas partes del cuerpo, y la correspondiente sensibilidad relativa de dichas partes, en general son descritas por el homúnculo sensorial. En esta zona están representadas las distintas partes del cuerpo, de tal forma que la activación de una de sus partes devela la posición del órgano en referencia a la totalidad del cuerpo.
- Percepción Tactual

La entrada sensorial del cuerpo no solo registra los estímulos pasivos que actúan sobre la superficie corporal, también incluye sensaciones que son el resultado de la entrada combinada desde las articulaciones y los músculos que producen una sensación de la posición corporal (propriocepción)  y el movimiento corporal (cinestesias). Las sensaciones que resultan del toque activo hacen posible el reconocimiento de los objetos y la disposición espacial, proceso conocido como percepción tactual, en contraposición a la percepción táctil.

### Espacio Egocéntrico
Se refiere al subproceso que representa la ubicación de los estímulos periféricos en referencia al cuerpo del observador. Para esto se requiere de la integración de la información acerca de dónde cae un estímulo sobre la retina, la posición del ojo en relación con la cabeza y la posición de la cabeza en relación con el resto de cuerpo. Se sugiere que una de las regiones encargadas de este procesamiento es la región occitoparietal, vinculada con tareas visoespaciales.

### Espacio Alocéntrico
Son las representaciones espaciales en las cuales el ambiente sirve como marco de referencia para un sistema de coordenadas que sea independiente del observador. Es decir, sirve para determinar la posición de varios elementos en un espacio, ya sea una pintura, un mapa de una ciudad, una escultura, y para ello hace uso de sistemas de coordenadas como izquierda-derecha, norte-sur.  

Estos subprocesos, por regla general, interactúan entre sí dándonos la sensación de una percepción y desplazamiento en el espacio de manera global. Es este producto final el que nos permite llevar a cabo acciones coordinadas con los miembros del cuerpo, realizar movimientos en el espacio, y desplazarnos hacia otro lugar sumando la información egocéntrica con la alocéntrica.

## Alteraciones
Véase:
Espacio Corporal
- Agnosia táctil
- Asomatoagnosia

Espacio egocéntrico
- Ataxia óptica
- Desorientación visual

Espacio alocéntrico
- Agnosia espacial
- Simultagnosia
- Agnosia Topográfica
- Amnesi Topográfica